# باغ كنار (دهسرد)
باغ كنار (بالفارسية: باغ کنار) هي قرية تقع في إيران في قسم دهسرد الريفي. يقدر عدد سكانها بـ 117 نسمة بحسب إحصاء 2016.